# Bachów

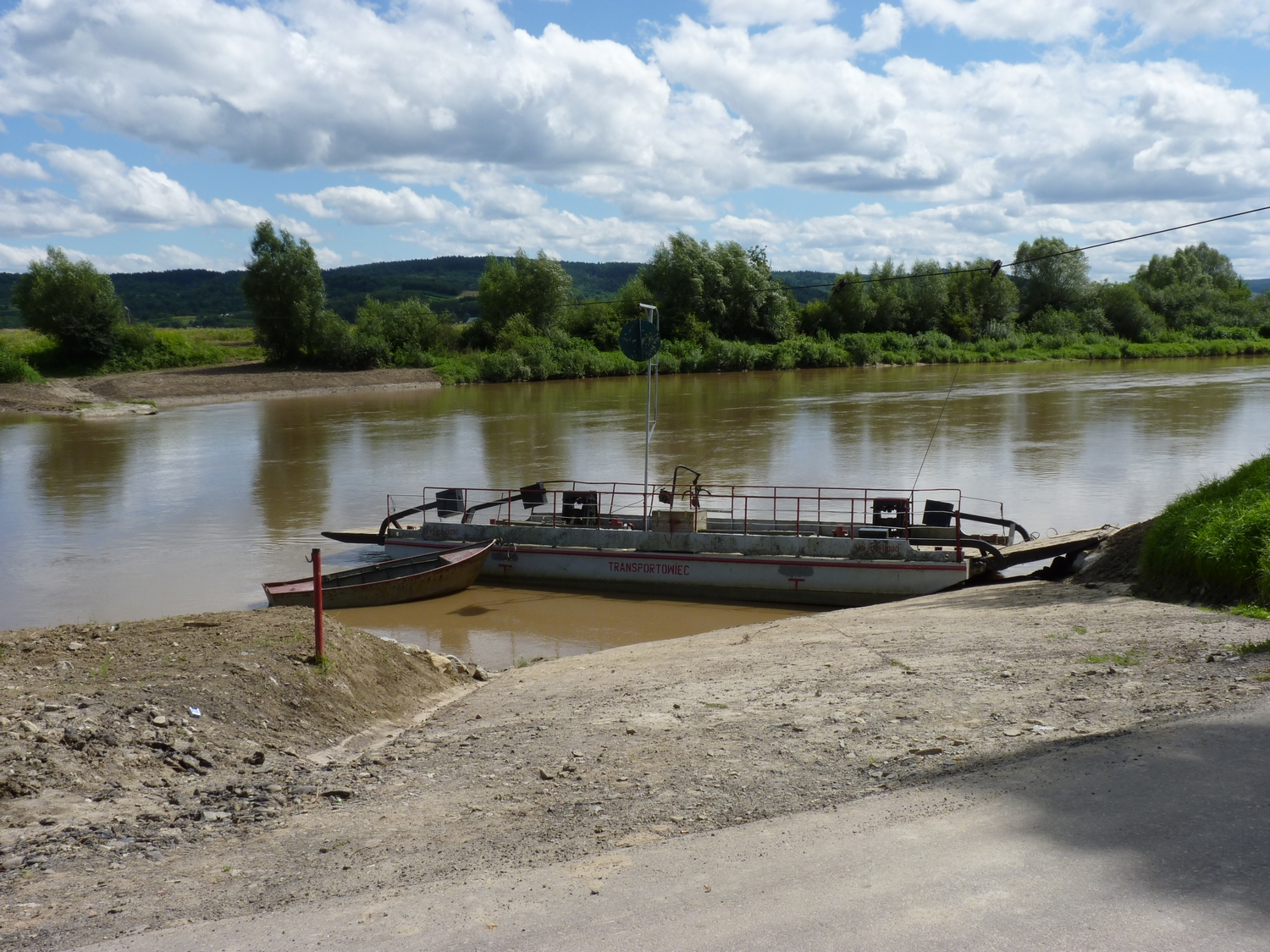
Prom na Sanie w Bachowie

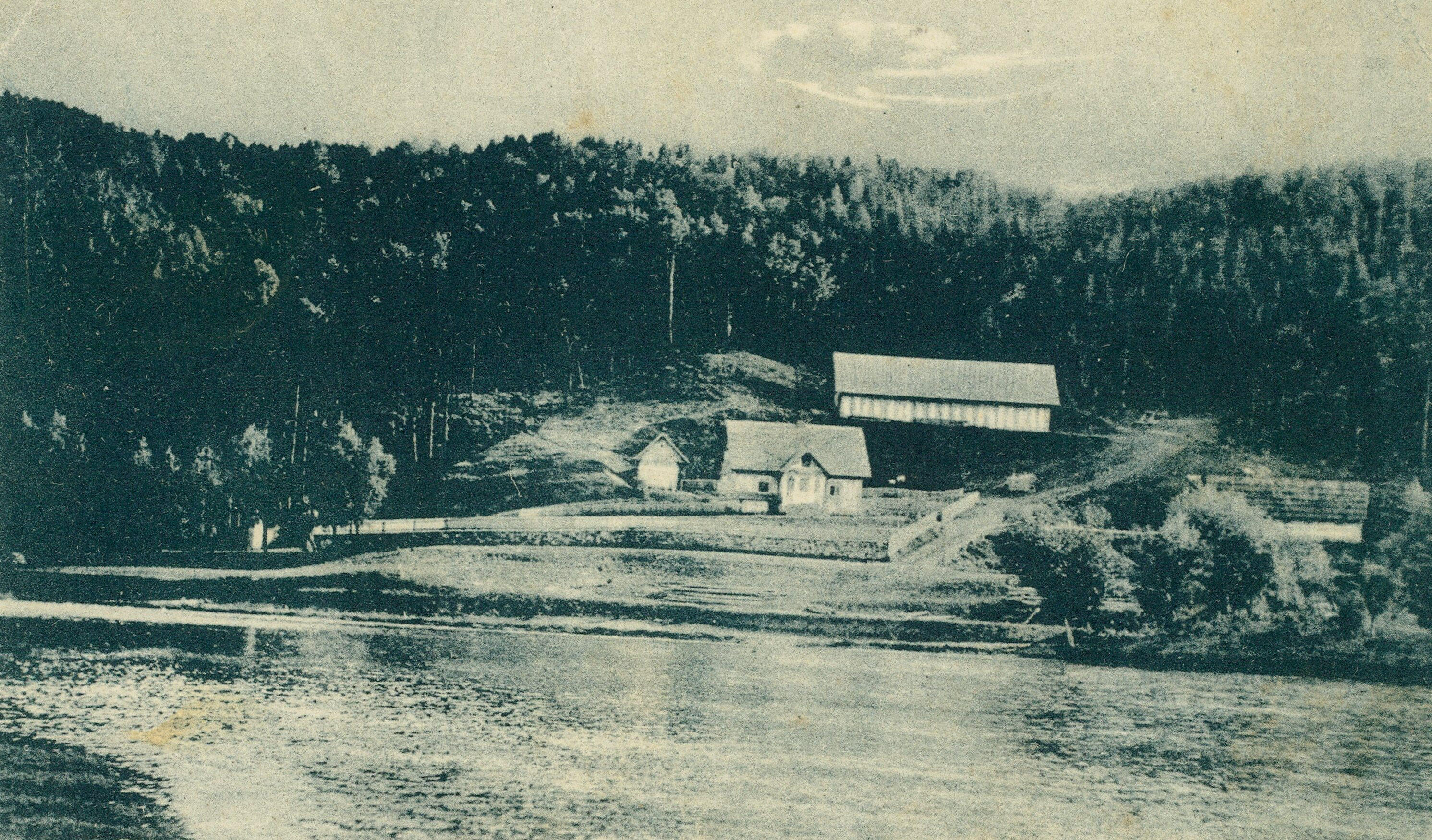
Letnisko kasy chorych, przed 1939

Bachów – wieś w Polsce położona w województwie podkarpackim, w powiecie przemyskim, w gminie Krzywcza.
W latach 1975–1998 miejscowość administracyjnie należała do województwa przemyskiego.

## Części wsi
| SIMC    | Nazwa       | Rodzaj     |
| ------- | ----------- | ---------- |
| 0605097 | Krążki      | przysiółek |
| 1043023 | Na Szwedach | część wsi  |

## Położenie
Wieś leży na prawym brzegu Sanu około 1 km poniżej ujścia Stupnicy. Z południowo-wschodniego narożnika rynku, miejscowości Babice, biegnie droga do Bachowa. Po drodze za Babicami znajduje się przeprawa promowa na rzece San. Po drugiej stronie rzeki droga biegnie wzdłuż Sanu. Druga droga prowadzi poprzez przysiółek Krążki, terytorialnie związany z Bachowem, a następnie kładkę na rzece San.

## Nazwa
Historyczne nazwy:
- 1441 – Bachow
- 1460 – Bachowa
- 1851 – ukr. Bachiw (Бахів)

Nazwa osady pochodzi od niem. lub pol. nazwy osobowej Bach lub topograficznej niem. Bach (pol. potok), ta druga w związku z lokacją osady na prawie niemieckim.

## Historia

### Archeologia
W miejscowości archeolodzy zlokalizowali kilkanaście stanowisk z okresu prahistorycznego, rzymskiego i wczesnośredniowiecznego oraz resztki grodziska, świadczące o bogatej historii okolicy. Na terenie domniemanego grodziska ziemnego zachowały się zbiorowiska roślinne w postaci resztek poleśnych oraz rzędowych nasadzeń lipowych wzdłuż głównych tarasów i na platformie ziemnej. Na kopcu koło nieistniejącego już ośrodka gospodarczego rośnie pomnikowy dąb szypułkowy. W kierunku doliny Sanu i Stupnicy otwierają się szerokie i daleko sięgające osie widokowe.

### Średniowiecze i nowożytność
Pierwotnie na miejscu Bachowa znajdowała się stara osada ruska Stupnica, nadana w 1389 Kmitom. Po jej zniszczeniu przez Mongołów powstała osada Bachów – Mogiła. Pamięć o Stupnicy lub Stupniku przetrwała do naszych czasów: nazywano tak przysiółek Bachowa jeszcze w 1890 oraz płynącą przez wieś rzekę Stupnica. W słownikach funkcjonował również przysiółek Stebnica.
Nazwa Bachów wymieniana jest po raz pierwszy w 1441. Kmitowie lokowali w jego sąsiedztwie kilka nowych miejscowości, które później utworzyły klucz bachowski. Po śmierci Piotra Kmity i podziale dóbr w 1580 klucz bachowski zyskał nowych właścicieli – Barzych i Stadnickich. W ciągu następnych lat wieś była kolejno własnością: Drohojowskich, Wolskich, Grochowskich, Ossolińskich, Grabieńskich, Gorzkowskich, Pinińskich, Humnickich, Dembińskich.
Pierwsza wzmianka o parafii prawosławnej w Bachowie pochodzi z 1510. W połowie XVIII wieku kasztelan sanocki Józef Wojciech Grabieński, uposażył parafię greckokatolicką, która działała do II wojny światowej. Drewnianą cerkiew pw. Niepokalanego Poczęcia Panny Marii z 1848 rozebrano w czasie wojny. Cerkiew ta była zbudowana w miejscu wcześniejszej kaplicy ufundowanej przez hrabinę Karolinę Dembińską. 

### Współczesność. II RP i II WŚ
W II Rzeczypospolitej wieś w powiecie przemyskim w województwie lwowskim.
W 1939 Sowieci wysiedlili ludność Bachowa, gdyż wieś znajdowała się w strefie granicznej, oraz w strefie budowy linii Mołotowa, opierającej się o San. Wiele rodzin trafiło na Syberię. Rozebrano wówczas większość domów wsi.
Od 1942 mieszkańcy wracali i odbudowywali gospodarstwa. Jesienią 1943 gestapo rozstrzelało ośmioosobową rodzinę żydowską.
W latach 1944–1945 nacjonaliści ukraińscy z OUN-UPA zamordowali tutaj 23 Polaków, paląc część gospodarstw.
11 kwietnia 1945 oddziały poakowskie wraz z okolicznymi polskimi chłopami wymordowały ukraińską ludność wsi.
W miejscu zwanym Bindugą znajdował się w XVII i XVIII wieku port rzeczny, z którego spławiano sól, potaż, zboże i skóry. Jeszcze po drugiej wojnie światowej użytkowano to miejsce do spławiania drewna.

## Wyznania

### Katolicy obrządku wschodniego
W Bachowie istniał kiedyś klasztor obrządku wschodniego (monaster) – pamiątka po nim jest przysiółek Manasterz. Ostatni greckokatolicki proboszcz Bachowa – ojciec Anatol Sembratowicz został zamordowany przez Armię Krajową w 1945.

### Katolicy obrządku łacińskiego
Parafia rzymskokatolicka w Babicach. W 1879 w Babicach mieszkało 363 katolików.

## Demografia
- 1785 – było tu 600 grekokatolików, 150 rzymskich katolików, 21 żydów
- 1840 – 679 grekokatolików
- 1859 – 705 grekokatolików
- 1879 – 756 grekokatolików i 363 mieszkańców obrządku łacińskiego
- 1899 – 931 grekokatolików
- 1921 – 327 domów i 1667 mieszkańców (981 grek.,604 rzym., 82 mojż.). Podczas spisu 701 osób podało narodowość polską.
- 1926 – 1250 grekokatolików
- 1938 – 1378 grekokatolików, 660 rzymskich katolików, 74 żydów